# Frommer Rudolf
Frommer Rudolf (Pest, 1868. augusztus 4. – Budapest, 1936. szeptember 1.) címzetes gépészmérnök, feltaláló. A magyar Frommer-pisztolyok kifejlesztője.

## Életpályája
Frommer Simon kereskedő és Poll Hermina fia. Középiskolai tanulmányai után elvégezte a Kereskedelmi Akadémiát, majd először a Tőzsdére került, utána a Hitelbank tisztviselője lett. Banki munkája mellett bel- és külföldi lapokban szépirodalmi és szakcikkeket írt, a tőzsdei kereskedelemben pedig beosztása miatt vett részt. Eközben tanult meg nyelveket, angolt, franciát és németet.
1896-ban magyar–német, illetve német–magyar tőzsdeszótárt készített és adott ki, melyet az Akadémia részéről Simonyi Zsigmond hitelesített előszavában.
1896-ban állást váltott, a Fegyver és Gépgyár Rt. dolgozója lett. A gyárban ekkor kezdték el a „88/90M Mannlicher”-puskát gyártani, ehhez stabil pénzügyi háttér volt szükséges. Javaslatára a pénzügyi finanszírozás a Magyar Általános Hitelbankhoz került. 1898-ban cégjegyző lett, a gyár profilbővítést hajtott végre, dízelmotorok, valamint lövegzárak és lövegirányzékok gyártásával bővítették a gyártást. 1898-ban kezdte el a gyár gyártani a 95 M Mannlicher puskát és karabélyt.
Ebben az időben kezdett el fegyvertervezéssel foglalkozni. Tehetségét mi sem jellemzi jobban, mint hogy – bár gépészmérnöki végzettséggel nem rendelkezett –, rövid időn belül több szabadalmat is bejelentett, az elsőt 1899/1900-ban, majd az elkövetkező 30 év alatt több mint 100-at. (Európában több mint 20 országban voltak találmányai szabadalmi védettség alatt).
Első szabadalma: „Önműködően felhúzható és töltő, valamint biztonsági szerkezet lőfegyverek számára”. Ez volt az alapja a későbbiekben a hadsereg részére gyártott Frommer-pisztolyoknak (Frommer Liliput, Frommer Baby, Frommer Stop).
Szabadalmainak nagy része a lőfegyverekkel volt kapcsolatos, de bejelentett szabadalmat az esztergapadok késeire vonatkozóan is.
Nevéhez fűződik az első önműködő pisztoly gyártása és a vadászfegyverek nagyüzemi előállítása. Saját elgondolása alapján kísérleti műhelyt rendezett be, ahol a Frommer-rendszerű pisztolyok kidolgozását végezték.
1904-ben kereskedelmi igazgató lett. 1909-ben megalakult a gyárban a pisztolygyártó részleg, itt kezdték el gyártani az „1907M Roth”-pisztolyt, az első Magyarországon gyártott (de még osztrák) katonai öntöltő pisztolyt.
A gyártás sikerének elismeréseként Ferenc József kinevezte a gyár vezérigazgatójává 1914-ben (egészen nyugdíjazásáig töltötte be ezt a vezetői pozíciót), egyben 1914. március 17-én nemesi címet is kapott. A nemességgel együtt a neve „Fegyverneki” előnévvel bővült. A magyar fegyvergyártás irányítása alatt nemzetközi hírűvé vált, ezért az uralkodó 1918-ban udvari tanácsosi címet adományozott számára.
Bár rövid ideig a gyár éléről eltávolították a forradalom idején, de 1920-ban újra a gyár vezérigazgatója lett. A Magyar Mérnöki Kamara a fegyvergyártásban elért eredményeiért és szabadalmaiért gépészmérnöki címet adományozott neki (ettől kezdve hivatalosan használhatta a mérnöki címet is). 1926-ban megkapta a másodosztályú érdemkeresztet, valamint 1928-ban a felsőház élethosszig tartó tagjává nevezték ki az Országgyűlésben.
1935. szeptember 30-án a gyár új nevet kapott: Fémáru Fegyver és Gépgyár RT. lett.
1935. november 1-jén ment nyugdíjba, és 1936. szeptember 1-jén halt meg. Felújított sírja a Farkasréti izraelita temetőben található (A2-1-1).
Házastársa Kornfeld Leonie (1875–1951) volt.

## A legismertebb Frommer-gyártmányok
- Frommer 1901 (1910) pisztoly, az első rendszeresítésre került pisztolya, a csendőrség és határrendőrség hivatalos fegyvere
- Frommer–Stop-pisztoly, az első pisztoly tökéletesítése, szállítottak bolgár és török megrendelésre is. Az első világháború után rendszeresítették Magyarországon
- Frommer–Baby-pisztoly: polgári önvédelemre tervezett zsebpisztoly
- Frommer–Liliput-pisztoly: mellényzsebpisztolyt 1922-ben tervezték, gyártották luxuskivitelben is, nikkelezve és gyöngyházmarkolattal
- 1929 mintájú hadipisztoly: a Frommer–Liliput mintájára készült lőfegyver
- Frommer vadászfegyverek: kis példányszámban készültek, nem terjedtek el. Az 1929-ben forgalomba került, Monte Carlo nevű, legsikerültebb Frommer-sörétespuskával, a magyar sportolók az 1929-es stockholmi világbajnokságtól kezdve 1940-ig, minden Európa- és világbajnokságon egyéni- és csapatversenyben kiváló teljesítményt értek el.